# 1216 Askania
Az 1216 Askania (ideiglenes jelöléssel 1932 BL) a Naprendszer kisbolygóövében található aszteroida. Karl Wilhelm Reinmuth fedezte fel 1932. január 29-én, Heidelbergben.